# Nếp nhăn

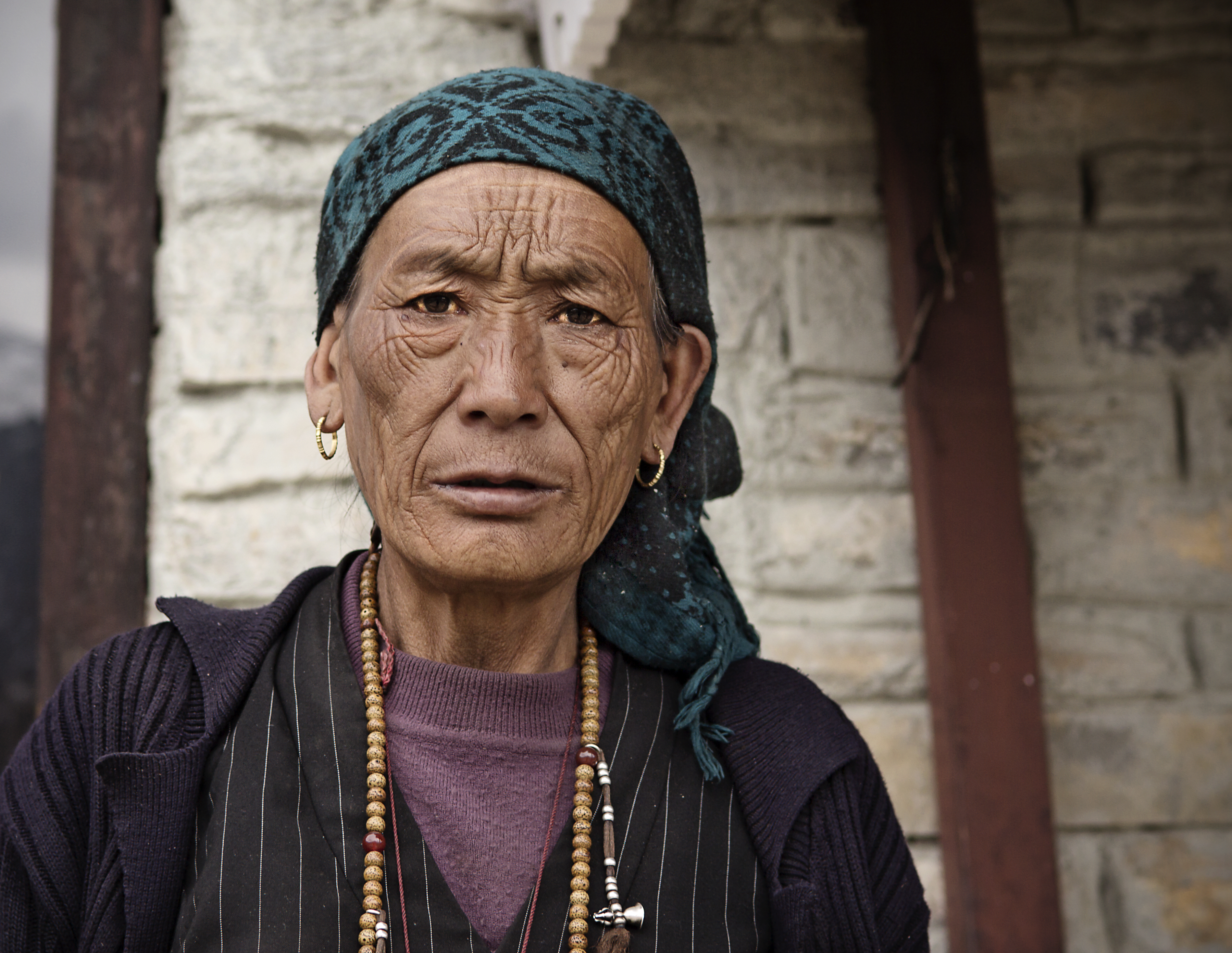
Một phụ nữ lớn tuổi gốc Nepal có nếp nhăn trên khuôn mặt

Nếp nhăn là một nếp gấp trên bề mặt mịn, chẳng hạn như trên da hoặc vải. Các nếp nhăn trên da thường xuất hiện do quá trình lão hóa như glycation, tư thế ngủ theo thói quen, mất khối lượng cơ thể, tổn thương do ánh nắng mặt trời  hoặc tạm thời, do ngâm trong nước kéo dài. Tuổi nhăn trên da được thúc đẩy bởi các biểu hiện trên khuôn mặt thường xuyên, lão hóa, tổn thương do ánh nắng mặt trời, hút thuốc, hydrat hóa kém, và các yếu tố khác. Ở người, nó cũng có thể được ngăn ngừa ở một mức độ nào đó bằng cách tránh tiếp xúc với ánh nắng mặt trời quá mức và thông qua chế độ ăn uống (đặc biệt là thông qua việc tiêu thụ carotenoids, tocophenols và flavonoid, vitamin (A, C, D và E), axit béo thiết yếu omega-3, một số protein và lactobacilli.

## Da

### Nguyên nhân gây ra nếp nhăn lão hóa

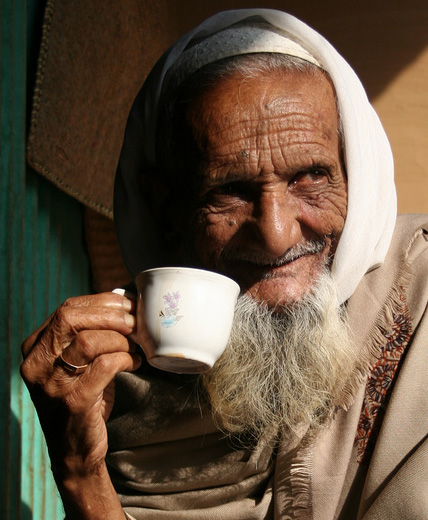
Nếp nhăn trên mặt và tay là dấu hiệu lão hóa điển hình

Sự phát triển của nếp nhăn trên khuôn mặt là một loại xơ hóa của da. Lý thuyết lão hóa tích lũy phần bị hỏng cho thấy các nếp nhăn phát triển từ việc sửa chữa không đúng các sợi đàn hồi và sợi collagen bị tổn thương. Các phần mở rộng và nén nhiều lần của da gây ra các tổn thương lặp đi lặp lại của các sợi ngoại bào trong lớp hạ bì. Trong quá trình sửa chữa, một số sợi đàn hồi và sợi collagen bị hỏng không được tái tạo và phục hồi mà được thay thế bằng các sợi bị thay đổi. Khi một sợi đàn hồi bị đứt ở trạng thái mở rộng, nó có thể được thay thế bằng sợi collagen dài. Sự tích tụ của các sợi collagen dài làm cho một phần của da lỏng lẻo và cứng hơn, và do đó, một nếp gấp lớn của da xuất hiện. Khi một collagen collagen của Long lâu bị phá vỡ ở trạng thái nén, nó có thể được thay thế bằng một sợi collagen ngắn. Các sợi collagen collagen ngắn hơn sẽ hạn chế sự mở rộng của các sợi "dài hơn" và làm cho các sợi dài ở trạng thái gấp vĩnh viễn. Một nếp gấp nhỏ, cụ thể là nếp nhăn vĩnh viễn, sau đó xuất hiện.

### Nếp nhăn khi ngủ
Nếp nhăn khi ngủ được tạo ra và củng cố khi khuôn mặt người ngủ bị nén vào gối hoặc mặt giường ở tư thế ngủ hoặc nằm sấp trong khi ngủ. Chúng xuất hiện ở những vị trí có thể dự đoán được do hệ thống cơ xương khớp bề mặt (SMAS) bên dưới và thường khác biệt với các nếp nhăn của biểu hiện trên khuôn mặt. Giống như các nếp nhăn trên khuôn mặt, nếp nhăn khi ngủ có thể sâu xuống và trở nên vĩnh viễn theo thời gian, trừ khi các tư thế ngủ theo thói quen gây ra các nếp nhăn bị thay đổi.